# Frans-Heesen-Stadion
Das Frans-Heesen-Stadion (Eigenschreibweise: Frans Heesen Stadion) ist ein Fußballstadion in der niederländischen Gemeinde Oss, Provinz Nordbrabant. Der 2000 fertiggestellte Bau ist die Heimspielstätte des Fußballvereins FC Oss. Das Stadion bietet heute 4561 Zuschauern Platz. Die Anlage trägt den Spitznamen Het Osse Kuipje (deutsch Das Oss-Wännchen) und lehnt sich an De Kuip (deutsch Die Wanne) von Feyenoord Rotterdam an.

## Geschichte
Nach dem Baubeginn 1997 wurde das Stadion in Oss im Jahr 2000 fertiggestellt. Zu Beginn trug die Anlage den Namen TOP Oss Stadion. Dies änderte sich 2008 mit dem neuen Hauptsponsor Heesen Yachts; eine auf Luxus-Yachten spezialisierte Werft in Oss. Das Stadion verfügt über drei überdachte Zuschauerränge. Neben der Haupttribüne und der Gegengeraden steht im Norden eine Hintertortribüne. Die Sitzplätze sind rund 3 Meter über dem Spielfeld auf den Tribünen angebracht, was die Übersicht auf das Spielgeschehen verbessert. Die Fans der Gäste finden ihre Plätze am Südende der Gegentribüne. Hinter dem anderen Tor lag ein kleiner Stehplatzrang, dort befindet sich jetzt der Talentcampus Oss. Mit der Gemeinde Oss und den weiteren Partnern Het Hooghuis, ROC de Leijgraaf und dem SV Top Oss erbaute man die Lern-, Bildungs- und Arbeitseinrichtung.
Im Juli 2011 entschied der FC Oss, das Stadion aus Dankbarkeit für die Unterstützung nach ihrem Sponsoren, Frans Heesen, zu benennen.

## Tribünen
- Haupttribüne A: 1687 Plätze[5]
- Sitzplatztribüne B: 1144 Plätze
- Sitzplatztribüne C: 1309 Plätze
- Gästefan-Bereich D: 450 Plätze